# Маяпан (муниципалитет)
Маяпа́н (исп. Mayapán) — муниципалитет в Мексике, штат Юкатан, с административным центром в одноимённом городе. Население муниципалитета, по данным переписи 2010 года, составило 3269 человек.

## Общие сведения
Название Mayapán было позаимствовано у древнего города майя — Майяпана, расположенного в нескольких километрах к северо-западу современного Маяпана. С майянского языка название можно перевести как: флагман майя, то есть обозначающее место, откуда велось управление.
Площадь муниципалитета равна 94 км², что составляет 0,23 % от общей площади штата, а максимальная высота — 11 метров над уровнем моря, расположена в поселении Санта-Мария-Ук.
Он граничит с другими муниципалитетами Юкатана: на севере c Текитом и Сотутой, на востоке с Кантамаеком, на юге с Теабо, и на западе с Чумаэлем.

## Учреждение и состав
Муниципалитет был образован 8 августа 1935 года, в его состав входит 3 населённых пункта, самым крупным из которых является административный центр:
| Код INEGI                  | Населённый пункт                                                               | Численность населения (2005 год) | Численность населения (2010 год) |
| -------------------------- | ------------------------------------------------------------------------------ | -------------------------------- | -------------------------------- |
| 049                        | Всего                                                                          | 2972                             | 3269                             |
| 0001                       | Маяпан (исп. Mayapán) 20°28′05″ с. ш. 89°12′50″ з. д. (административный центр) | 2958                             | 3263                             |
| 0064                       | Санта-Мария-Ук (исп. Santa María Uc) 20°33′19″ с. ш. 89°10′17″ з. д.           | 4                                | 4                                |
| 0029                       | Оничен (исп. Onichén) 20°29′57″ с. ш. 89°12′30″ з. д.                          | 2                                | 2                                |
| —                          | Прочие                                                                         | 8                                | —                                |
| Названия на карте Генштаба |                                                                                |                                  |                                  |

## Экономика
По статистическим данным 2000 года, работоспособное население занято по секторам экономики в следующих пропорциях:
- сельское хозяйство и скотоводство — 45,6 %;
- производство и строительство — 39,4 %;
- торговля, сферы услуг и туризма — 14 %;
- безработные — 1 %.

## Инфраструктура
По статистическим данным 2010 года, инфраструктура развита следующим образом:
- протяжённость дорог: 34,3 км;
- электрификация: 94,1 %;
- водоснабжение: 98,5 %;
- водоотведение: 13,4 %.